# József Gelei
József Gelei (Kunmadaras, 28 giugno 1938) è un allenatore di calcio ed ex calciatore ungherese, di ruolo portiere.

## Biografia
Anche il figlio Károly Gelei è stato portiere, arrivando a giocare un incontro con la Nazionale di calcio dell'Ungheria.

## Palmarès

### Giocatore

#### Club

##### Competizioni nazionali
- Campionato ungherese: 2

MTK Bidapest: 1957-1958
Vasas: 1961-1962

##### Competizioni internazionali
- Coppa Mitropa: 1

Vasas: 1962

#### Nazionale
- Oro olimpico: 1

Tokyo 1964

### Allenatore
- Coppa Mitropa: 2

Tatabanya: 1972-1973, 1973-1974